# Takesada Matsutani
Takesada Matsutani (japanisch 松谷 武判 Matsutani Takesada; * 1937 in Osaka) ist ein zeitgenössischer japanischer Maler, Grafiker und Installationskünstler. Als Mitglied der zweiten Generation der avantgardistischen Gutai Art Association ist Matsutani für seine ikonische Verwendung von Vinylkleber und Graphitstift bekannt, von bauchigen, sinnlichen Formen bis hin zu monumentalen Leinwänden mit Bleistiftlinien. Er lebt und arbeitet in Japan und Frankreich.

## Leben
Takesada Matsutani wuchs in der Nachkriegszeit in Japan auf und entwickelte schon früh eine Leidenschaft für die Kunst. Beeinflusst vom Gründer der Gutai-Gruppe, Jirō Yoshihara, schloss er sich 1963 dieser einflussreichen Bewegung an. Die Gruppe konzentrierte sich auf den experimentellen Umgang mit Materialien und auf Performances, die oft außerhalb traditioneller Galerien stattfanden. Takesada Matsutani schuf in dieser Zeit Arbeiten aus Vinylkleber, die durch ihre organischen, oft körperhaften Formen auffielen. Diese Arbeiten verknüpften Themen wie Sexualität, Leben und Verfall auf innovative Weise und lösten sowohl Faszination als auch Kontroversen aus.

## Umzug nach Paris
1966 erhielt Takesada Matsutani ein Stipendium des Japanisch-Französischen Instituts in Kyōto, das ihn nach Paris führte. Dort arbeitete er im Atelier 17 des britischen Künstlers Stanley William Hayter, wo er sich der Druckgrafik widmete. Paris wurde sein ständiger Wohnsitz, von wo aus er sowohl in Europa als auch in Japan arbeitete. Ab den 1976 begann Takesada Matsutani in seiner Graphit-Periode mit Bleistiftlinien auf großformatigem Papier zu arbeiten, wobei Schwarz-Weiß-Kontraste und Minimalismus im Vordergrund standen. Diese Phase symbolisiert eine Rückkehr zu seinen japanischen Wurzeln und markiert eine der zentralen Entwicklungen in seinem Schaffen.

## Werk
Der Künstler selbst unterteilt sein Werk in fünf Werkgruppen:
I. Gutai 1960 bis 1967. Matsutani überzog die Leinwände mit eindrucksvollen und sinnlichen organischen Volumen aus aufgeblasenem Vinylkleber. 1963 wurde er in die Gutai Art Association aufgenommen.
II. Hard Edge 1968 bis 1978: In den 1970er Jahren experimentierte Matsutani in Druckgrafik und Malerei mit klar definierten Formen, Linien und leuchtenden Farben auf ebenen Flächen. Diese Arbeiten umfassen ein breites Spektrum von großen bis kleinen Formaten.
III. Graphite 1976 bis Heute: Seit den 1980er Jahren konzentriert sich Matsutani auf Schwarz-Weiß-Bilder, die mit Graphitstift überzogene Klebeflächen aus Vinyl zeigen. Matsutani arbeitet vor Ort auf großen Flächen. Die schöpferische Geste wird zur Performance.
IV. Objects 1960 bis Heute: Matsutani, der sich seit jeher für die materielle und experimentelle Dimension der Kunst interessiert, verwendet häufig gefundene Objekte und schafft spielerisch dreidimensionale Werke.
V. Neue Experimente 2013 bis Heute: In Matsutanis neueren Arbeiten kontrastieren kräftige Farben mit der schwarz-weißen Serie Stream.

## Rezeption und Ausstellungen
Takesada Matsutani hat weltweit ausgestellt, unter anderem im Centre Pompidou in Paris, wo 2019 eine große Retrospektive stattfinden wird. Seine Werke sind heute in Galerien und öffentlichen Sammlungen wie dem Museum of Modern Art (MoMA) in New York zu sehen.